# Polytetrafluorethylen

Polytetrafluorethylen (PTFE) je polymer odvozený od fluorovaného ethylenu.

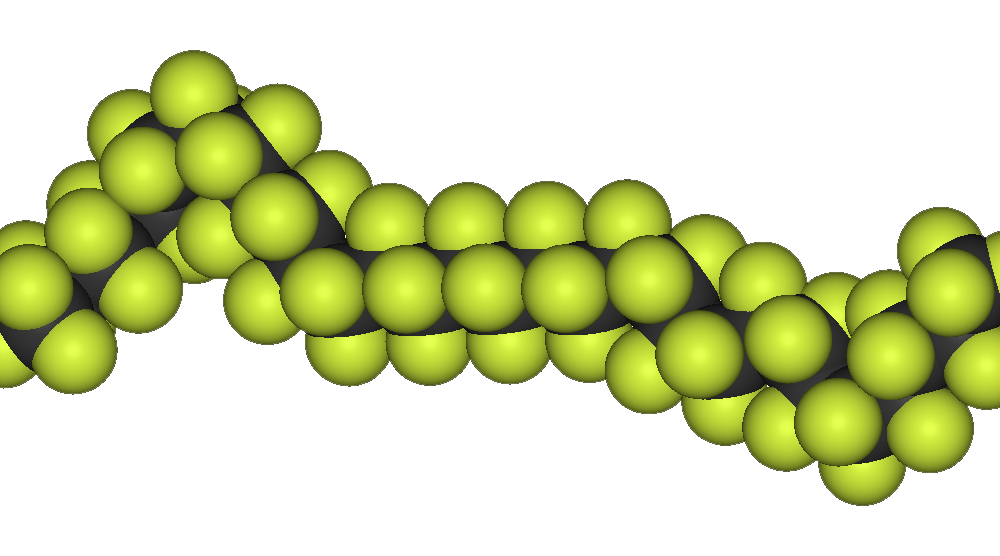
3D model úseku molekuly PTFE

Polytetrafluorethylen (zkráceně PTFE, také polytetrafluorethen) je fluorovaný polymer ze skupiny perfluorovaných sloučenin.
Jako první ho připravil chemik Roy J. Plunkett ve společnosti DuPont. Polytetrafluorethylen je známější pod svým obchodním názvem teflon. Dalšími používanými obchodními názvy polytetrafluorethylenu jsou Dyneon™ PTFE (v minulosti Hostaflon™) a Gore-Tex™ (PTFE membrány).

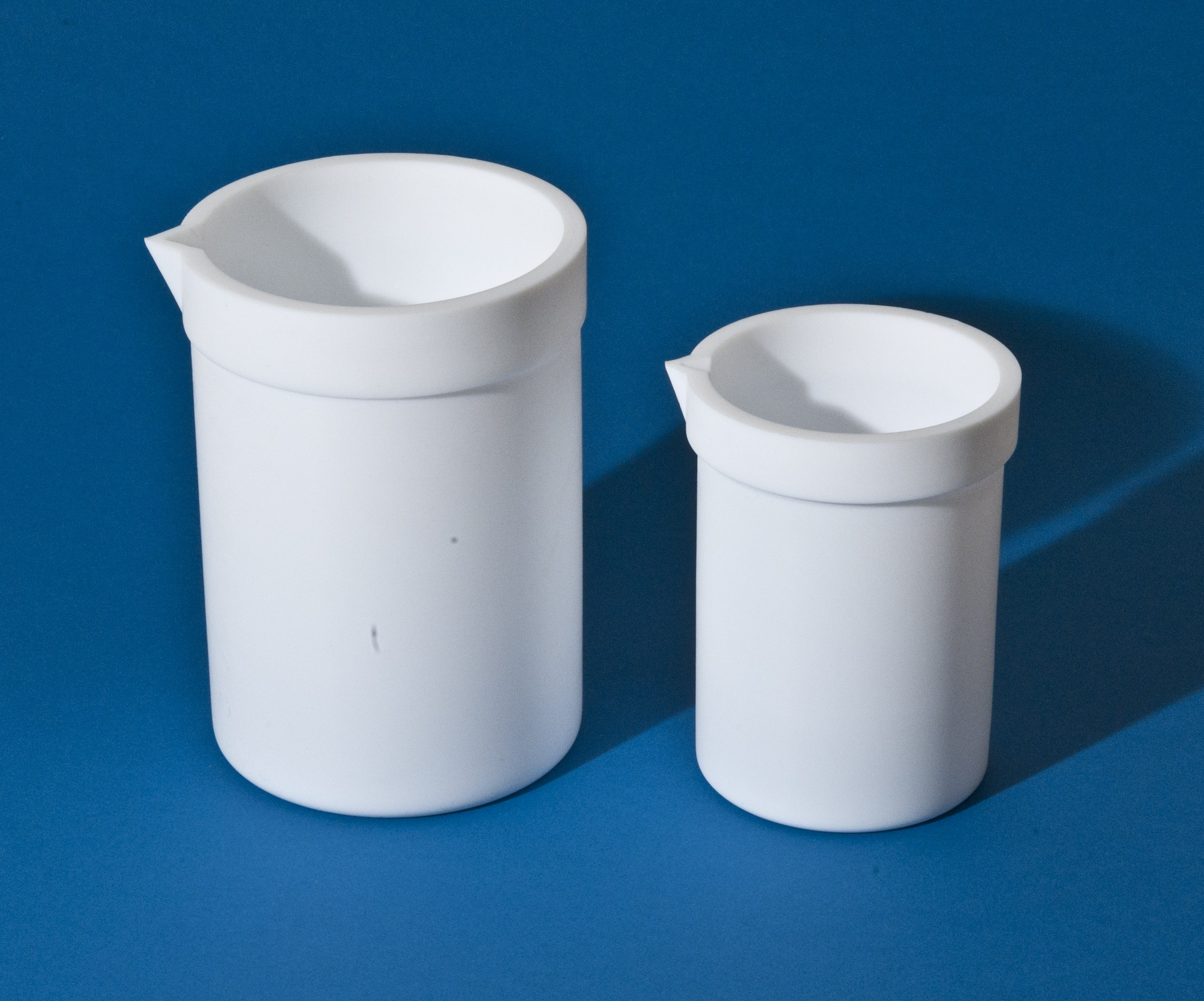
Nádoby z PTFE

PTFE patří do skupiny polyhalogenolefínů, kam patří např. i PCTFE — polytrifluormonochlorethylen. Patří k termoplastům, ačkoliv má některé vlastnosti, které jsou typické spíše pro reaktoplasty. Při pokojové teplotě je to bílá pevná látka s hustotou přibližně 2200 kg/m3, což je u plastů jedna z nejvyšších hodnot. Teplota tání PTFE je přibližně 327 °C, ale jeho vlastnosti se mění již při teplotě 260 °C, nad teplotou 350 °C nastává rozklad, hoří při 500–560 °C.
Je to polymer s vysokým kyslíkovým číslem (OI 95–98, jako samozhášivé polymery označujeme ty s kyslíkovým číslem větším než 21), což jej v zásadě řadí mezi nehořlavé polymery s velkým uplatněním na trhu.

## Aplikace vrstvy PTFE
Teflon se na kovový povrch aplikuje ve formě prášku nebo kapaliny, která je následně vystavena teplotě až 400 °C po určitý čas a tím dojde k jeho vytvrzení a přilnutí k povrchu. Teflon lze aplikovat i na textilní vlákno. Textilie se pak stává vodoodpudivá, čehož se využívá například při výrobě teflonových ubrusů. Kapalina zůstává na povrchu takové textilie ve formě jednotlivých kapek, kterých je možno se jednoduše zbavit.

## Využití
Nejznámějším příkladem využití PTFE je v oblasti kuchyňského nádobí. Jedná se především o nepřilnavé pánve. V průmyslovém pekárenství se jedná o profesionální pečicí plechy. Pro své kluzné a antikorozní vlastnosti se PTFE používá i v automobilovém průmyslu a těžbě ropy pro nejrůznější závitové spoje či jiné povrchy které je nutné chránit.
V textilním průmyslu jsou aplikovány PTFE rukávce na válcích, které zajišťují kluznost a nepřilnavost textilního materiálu k válcům. Nepřilnavá vrstva PTFE je také využívána v gumárenství pro různé formy. Typicky se jedná o formy na pneumatiky. Výrobky z PTFE se používají například jako těsnění.
Dalším využitím PTFE je výroba funkčních oděvů a obuvi s jednocestnou membránou, která umožňuje odvod vodních par.
PTFE také nalézá využití ve zbrojním průmyslu při výrobě průrazného střeliva, kdy kulky pokryté vrstvou teflonu snižují opotřebení hlavně a odrazivost při nárazu.

## Zdravotní rizika
Pyrolýza PTFE je detekovatelná již při 200 °C. Při ní vzniká několik fluorovaných plynů, které sublimují do prostředí. Studie na zvířatech ukazují nepravděpodobnost vzniku nějakého významnějšího zdravotního rizika těchto produktů při teplotách pod 250 °C.[zdroj?]
Výpary, které se uvolňují při značném přehřátí PTFE (mimo běžnou oblast použití), mohou způsobovat symptomy „horečky z polymerového kouře“ – chřipce podobné symptomy, které u člověka relativně rychle odeznívají (ale mohou být fatální pro velmi citlivý respirační systém ptáků – viz níže). Jedlé tuky a oleje používané v kuchyni začnou kouřit při přibližně 200 °C. Vznikající kouř dráždí oči, sliznice a případně může způsobit dýchací obtíže. Pokud není PTFE povlak na pánvi přehřívaný "na sucho", tak samotné přepalování smažících tuků včas indikuje nebezpečí přehřátí nádoby z PTFE. DuPont uvádí poměrně vysokou teplotu degradace svých nepřilnavých povlaků (260 °C).
Při výrobě PTFE se někdy používá kyselina perfluoroktanová (PFOA), která byla v roce 2019 zařazena na seznam látek regulovaných (zakázaných) Stockholmskou úmluvou. Ale PFOA se postupně přestává používat i v jiných oblastech. Přesto se v produktech (jako jsou nepřilnavé pánve) vyskytuje jen ve velmi malém množství.

### Pohled americké neziskové organizaceEnvironmental Working Group(EWP)
Na pohled žádné jednotlivé organizace nemůže být brán zřetel. Nicméně EWP dlouhodobě brojí proti používání PTFE. Firma DuPont podle organizace Environmental Working Group už v roce 1981 zjistila v krvi sedmi zaměstnankyň podílejících se na výrobě teflonu výskyt amonné soli kyseliny perfluoroktanové (C8), která způsobuje potraty u krys. Několik dětí zaměstnankyň se pak narodilo s defekty očí. Samotná EWP ovšem přetiskuje také vyjádření firmy DuPont, že v prodávaných produktech se C8 nevyskytuje, protože je odstraněna v procesu výroby. EWP, založená roku 1993, je silně kritizována pro svou zaujatost. Její kritika se ovšem opírá především o články Hanka Campbella a na stránkách American Council on Science and Health podporovaného společností Monsanto. Zakladatel EWG, Ken Cook, je přední lobbista.

## Zdravotní rizika pro ptáky
Při mírné expozici výparům z PTFE se u ptáků vyskytuje dyspnoe, ataxie a deprese (dýchavičnost, poruchy koordinace a útlum). Při vyšších expozicích dochází k náhlým úmrtím. Pitevním nálezem jsou překrvené plíce (při zahřátí na teplotu 280 °C). Největší výrobce PTFE uvádí na svých stránkách odpověď na otázku: Jsou výpary z přehřátí nepřilnavého nádobí nebezpečné pro ptáky?
Protože ptáci mají velmi citlivý dýchací systém, musí majitelé ptáků učinit preventivní opatření na jejich ochranu. Vznik výparů a kouře, který má malý nebo téměř žádný vliv na lidi může velmi rychle vážně poškodit a dokonce i zabít ptáky. Výpary z jakéhokoli druhu přehřátého nádobí (ne jen nepřilnavého), mohou poškodit plíce ptáka s alarmující rychlostí. Z toho důvodu by majitelé ptáků měli podniknout kroky na ochranu svých domácích mazlíčků. Výrobce nedoporučuje držet ptáky v kuchyni a radí nikdy nenechávat zapnuté smažící nádobí bez dozoru, nepřipustit přehřátí hrnců a pánví a ujistit se, že je kuchyň nepřetržitě a řádně odvětraná.